# كيث هاكيت
كيث هاكيت (بالإنجليزية: Keith Hackett)‏ هو حكم كرة قدم إنجليزي دولي سابق. ولد في شفيلد يوم 22 يونيو 1944.
حكم في كأس الأمم الأوروبية لكرة القدم 1988. وحكم نهائي كأس الاتحاد الإنجليزي لكرة القدم عام 1981.

## روابط خارجية
- كيث هاكيت على موقع Soccerway.com (الإنجليزية)